# دانشگاه ایرلانگا
دانشگاه ایرلانگا (به لاتین: Airlangga University) یک دانشگاه در اندونزی است که در سورابایا واقع شده‌است.